# Felix Rijhnen
Felix Rijhnen (ur. 9 lipca 1990 w Darmstadzie‎) – niemiecki wrotkarz szybki i łyżwiarz szybki, olimpijczyk z Pekinu 2022, mistrz świata w wrotkarstwie.

## Kariera
Na rolkach zaczął jeździć w 1996. W wrotkarstwie zdobył mistrzostwo świata. Od 2009 trenuje także łyżwiarstwo szybkie (na lodzie), okazjonalnie występując w zawodach Pucharu Świata. W 2022 zadebiutował na turniejach łyżwiarskich, walcząc o mistrzostwo olimpijskie i Europy.

## Wyniki (łyżwiarstwo szybkie)

### Igrzyska olimpijskie
| Rok  | Gospodarz | 5000 m | bieg masowy |
| ---- | --------- | ------ | ----------- |
| 2022 | Pekin     | 13     | 27          |

### Mistrzostwa Europy na dystansach
| Rok  | Gospodarz  | 5000 m | bieg masowy |
| ---- | ---------- | ------ | ----------- |
| 2022 | Heerenveen | 11     | 19          |